# Петрашкевич, Николай Бенедиктович
Николай Бенедиктович Петрашкевич (латыш. Nikolajs Petraškevičs; 11 декабря 1909, Рига — 7 января 1976, Рига) — латвийский художник. Заслуженный деятель искусств Латвийской ССР.
Окончил мастерскую станковой живописи Латвийской академии художеств (1948), ученик Яниса Лиепиньша и Гедерта Элиаса (дипломная работа — «Артель рыбаков»). Преподавал в Рижской школе прикладного искусства, с 1961 г. руководил художественной студией Трамвайно-троллейбусного управления.
Участвовал в выставках с 1951 года, в 1952 году был принят в Союз художников Латвийской ССР. В 1959 г. получил диплом Союза художников СССР на выставке живописи в Таллине (за картину «Первые всходы»). Особенного признания добился как акварелист: рецензент групповой выставки латвийских художников в Москве (1961) отмечал, что Петрашкевич — прежде всего мастер цветовых решений: «Цветом он решает не только яркий натюрморт с подсолнухом, но и морские, и индустриальные пейзажи. Акварельное пятно выступает у этого художника в своем специфически „акварельном“ качестве, как движущееся пятно, растекающееся, мягко вливающееся в другое, загорающееся цветом в местах наибольшей густоты». Тематически Петрашкевич много писал рыбаков, «десятки листов посвятил труженикам Балтийского, Баренцева и Белого морей, воспев красоту и значимость их вклада в общенародное дело». В то же время предметом его наибольших пристрастий был пейзаж, который он, наряду с другими латвийскими акварелистами эпохи, склонен был «насыщать приметами современности, отражая в нём черты индустриальной эпохи». К московской персональной выставке 1973 года, включавшей только акварельные работы, издательством «Советский художник» был выпущен каталог.
Жена Эйжения Хениша, сыновья Юрис и Николай — художники.